# Michael Owen
Michael James Owen (n. 14 decembrie 1979, Chester, Anglia, Regatul Unit) este un fost jucător englez de fotbal care a jucat pe postul de atacant pentru echipele Liverpool, Real Madrid, Newcastle United, Manchester United și Stoke City. Este fiul fostului fotbalist Terry Owen. Owen și-a început cariera la Liverpool în 1996. A progresat prin echipele de tineret ale lui Liverpool debutând în mai 1997. Primele sale mari premii au venit în 2001 când a câștigat cu Liverpool Cupa UEFA, FA Cup și Football League Cup, Owen în acel an a câștigat și Balonul de Aur.

## Viața personală
Michael Owen a întâlnit-o pe englezoaica Louise Bonsall în școala primară, în 1984. Cuplul a cumpărat un conac în Flintshire, Țara Galilor, unde Owen își păstrează mașinile, iar Louise își ține caii. Ei s-au logodit pe 14 februarie 2004 și s-au căsătorit pe 24 iunie 2005.
Fiica lor, Gemma Rose, s-a născut pe 1 mai 2003. Pe 6 februarie 2006, a apărut și fiul lor, James Michael. Al treilea copil, o fetiță, Emily mai, s-a născut pe 29 octombrie 2007. Pe 26 februarie 2010 s-a născut și al patrulea copil, a treia fiică, Jessica.
Owen a cumpărat o stradă întreagă pentru familia sa în Ewloe, care este o zonă în apropierea locului în care el trăia.
În 2004, sora lui Owen, Karen, a fost asaltată de doi tineri care au încercat să o răpească, dar aceștia au fugit când au aflat că este însărcinată.
Owen deține mai multe mașini și un elicopter și îi plac cursele de cai și pariurile. El deține mai mulți cai de curse, antrenați de Tom Dascombe. El a crescut calul Brown Panther (pantera maro), care a câștigat o cursă importantă la Royal Ascot în 2011.
Owen a apărut într-o serie de reclame care s-au bazat pe viața lui și drumul spre glorie. În 2001, el a fost imaginea cerealelor pentru micul dejun, Nestle Sporties. El de asemenea a apărut în multe reclame pentru detergentul Persil, cu un contract în valoare de un million de lire sterline. Owen a fost selectat unul dintre cei doi sportivi de pe coperta Pro Evolution Soccer 2008. El este ambasador al producătorului elvețian de ceasuri Tissot, încă din 1998, și are un contract cu producătorul de mașini Jaguar. 
Owen a indicat că i-ar plăcea să se implice la clubul de fotbal Chester după retragere, deoarece a fost echipa sa locală și tatăl său a jucat pentru vechea echipă Chester, care a fost desființată în martie 2010 și refăcută la un nivel inferior.
Owen a anunțat de asemenea că se va implica în activitatea de comentator sportiv pentru canalul BT Sport, după retragere.

## Statistici

### Club
| Club              | Sezon     | Campionat      | Campionat | Campionat | Cupă    | Cupă   | Cupa Ligii | Cupa Ligii | Europa  | Europa | Altele  | Altele | Total   | Total  |
| Club              | Sezon     | Divizie        | Meciuri   | Goluri    | Meciuri | Goluri | Meciuri    | Goluri     | Meciuri | Goluri | Meciuri | Goluri | Meciuri | Goluri |
| ----------------- | --------- | -------------- | --------- | --------- | ------- | ------ | ---------- | ---------- | ------- | ------ | ------- | ------ | ------- | ------ |
| Liverpool         | 1996–97   | Premier League | 2         | 1         | 0       | 0      | 0          | 0          | 0       | 0      | 0       | 0      | 2       | 1      |
| Liverpool         | 1997–98   | Premier League | 36        | 18        | 0       | 0      | 4          | 4          | 4       | 1      | 0       | 0      | 44      | 23     |
| Liverpool         | 1998–99   | Premier League | 30        | 18        | 2       | 2      | 2          | 1          | 6       | 2      | 0       | 0      | 40      | 23     |
| Liverpool         | 1999–2000 | Premier League | 27        | 11        | 1       | 0      | 2          | 1          | 0       | 0      | 0       | 0      | 30      | 12     |
| Liverpool         | 2000–01   | Premier League | 28        | 16        | 5       | 3      | 2          | 1          | 11      | 4      | 0       | 0      | 46      | 24     |
| Liverpool         | 2001–02   | Premier League | 29        | 19        | 2       | 2      | 0          | 0          | 10      | 5      | 2       | 2      | 43      | 28     |
| Liverpool         | 2002–03   | Premier League | 35        | 19        | 2       | 0      | 4          | 2          | 12      | 7      | 1       | 0      | 54      | 28     |
| Liverpool         | 2003–04   | Premier League | 29        | 16        | 3       | 1      | 0          | 0          | 6       | 2      | 0       | 0      | 38      | 19     |
| Liverpool         | Total     | Total          | 216       | 118       | 15      | 8      | 14         | 9          | 49      | 21     | 3       | 2      | 297     | 158    |
| Real Madrid       | 2004–05   | La Liga        | 36        | 13        | 4       | 2      | –          | –          | 5       | 1      | 0       | 0      | 45      | 16     |
| Real Madrid       | Total     | Total          | 36        | 13        | 4       | 2      | –          | –          | 5       | 1      | 0       | 0      | 45      | 16     |
| Newcastle United  | 2005–06   | Premier League | 11        | 7         | 0       | 0      | 0          | 0          | 0       | 0      | 0       | 0      | 11      | 7      |
| Newcastle United  | 2006–07   | Premier League | 3         | 0         | 0       | 0      | 0          | 0          | 0       | 0      | 0       | 0      | 3       | 0      |
| Newcastle United  | 2007–08   | Premier League | 29        | 11        | 3       | 1      | 1          | 1          | 0       | 0      | 0       | 0      | 33      | 13     |
| Newcastle United  | 2008–09   | Premier League | 28        | 8         | 2       | 0      | 2          | 2          | 0       | 0      | 0       | 0      | 32      | 10     |
| Newcastle United  | Total     | Total          | 71        | 26        | 5       | 1      | 3          | 3          | 0       | 0      | 0       | 0      | 79      | 30     |
| Manchester United | 2009–10   | Premier League | 19        | 3         | 1       | 0      | 4          | 2          | 6       | 4      | 1       | 0      | 31      | 9      |
| Manchester United | 2010–11   | Premier League | 11        | 2         | 2       | 1      | 1          | 2          | 2       | 0      | 1       | 0      | 17      | 5      |
| Manchester United | 2011–12   | Premier League | 1         | 0         | 0       | 0      | 2          | 3          | 1       | 0      | 0       | 0      | 4       | 3      |
| Manchester United | Total     | Total          | 31        | 5         | 3       | 1      | 7          | 7          | 9       | 4      | 2       | 0      | 52      | 17     |
| Stoke City        | 2012–13   | Premier League | 8         | 1         | 1       | 0      | 0          | 0          | –       | –      | –       | –      | 9       | 1      |
| Stoke City        | Total     | Total          | 8         | 1         | 1       | 0      | 0          | 0          | 0       | 0      | 0       | 0      | 9       | 1      |
| Total             | Total     | Total          | 362       | 163       | 28      | 12     | 24         | 19         | 63      | 26     | 5       | 2      | 482     | 222    |

1. ↑  Includes other competitive competitions, including the FA Community Shield, UEFA Super Cup, FIFA Club World Cup